# Göreme
Göreme (Antikens Grekland: Κόραμα, Kòrama) är en ort i Kappadokien i provinsen Nevşehir i Turkiet. Folkmängden uppgick till 2 138 invånare i slutet av 2011. Orten är centrum för Göreme nationalpark som tillsammans med de märkliga klippformationerna är förklarad som världsarv av Unesco. Landskapet skapades för flera miljoner år sedan då aska och tuff (vulkaniskt damm) från vulkanutbrott täckte den enorma högslätten. Senare har väder och vind skapat de märkvärdiga formationer och figurer som man kan se i dag. Den lättbearbetade tuffstenen har utnyttjats för att i klipporna hugga ut och bygga underjordiska bostäder, grottor, lagerrum, kyrkor och till och med hela städer. Vissa når ner till 10 våningar under jorden. De byggdes av kristna på flykt från romarna omkring år 200 Landskapet har blivit en av Turkiets främsta och mest särpräglade sevärdheter och flitigt besökt av turister.